# Rajon Wilejka
Der Rajon Wilejka (belarussisch Вілейскі раён; russisch Вилейский район) ist eine Verwaltungseinheit in der Minskaja Woblasz in Belarus mit dem administrativen Zentrum in der Stadt Wilejka. Die Fläche des Rajons beträgt 2500 km².

## Geographie
Der Rajon Wilejka liegt im nördlichen Teil der Minskaja Woblasz. Die Nachbarrajone sind im Norden Mjadsel, im Südosten Lahojsk, im Süden Minsk und im Südwesten Maladsetschna.

## Geschichte
Der Rajon Wilejka wurde am 5. Juli 1946 gebildet.